# Železniční trať Kralupy nad Vltavou – Louny
Železniční trať Kralupy nad Vltavou – Louny (v jízdním řádu pro cestující označená číslem 110) je jednokolejná neelektrizovaná železniční trať o délce 61 km z Kralup nad Vltavou do Loun.

## Historie
Současná podoba trati 110 se skládá ze čtyř navazujících úseků s různou historií. Trať, spojující uvedené koncové stanice, vznikla až roku 1922. 
Úsek Kralupy nad Vltavou – Kralupy nad Vltavou předměstí (původním názvem Mikovice) byl vybudován jako součást trati do Velvar a byl uveden do provozu roku 1882 Rakouskou společností státní dráhy. Na něj navázala roku 1884 dráha z Kralup nad Vltavou předměstí do Zvoleněvsi (roku 1886 prodloužená do Vinařic jiným investorem a nakonec vedoucí až do Kladna-Dubí). Ve zmíněném roce 1922 byla vybudována spojka mezi Zvoleněvsí a Podlešínem, ležícím na trati z Prahy-Smíchova přes Louny do severních Čech, otevřené jako Pražsko-duchcovská dráha v roce 1873. Do té doby se obě původní dráhy mimoúrovňově křížily Podlešínským viaduktem.
V roce 1975 byla zprovozněna přeložka tratě v Kralupech nad Vltavou z polohy sledující Knovízský potok již od jeho ústí do Zákolanského potoka do polohy, v níž se přimyká k trati od Kladna. Důvodem bylo rozšiřování zástavby.
S příchodem GVD 2011/2012 v prosinci 2011 byla zastávka Vraný přejmenována na Vrbičany.
Při převzetí funkce provozovatele Správou železniční dopravní cesty v roce 2008 a podle Prohlášení o dráze pro jízdní řád 2016 byla dráha jedním z úseků celostátní dráhy. V roce 2017 byla již deklarována jako dráha regionální.[zdroj?]

## Osobní doprava
S příchodem GVD 2013/2014 byl na trati zaveden specifický způsob odbavení cestujících.
Od září 2021 do konce GVD 2021/2022 byly na trati nasazeny motorové vozy 841.2. V roce 2024 provoz zajišťovaly motorové vozy 810 a 809, na vybraných spojích v pracovní dny mezi 4.-9. hodinou a 13.-17. hodinou doplněné o přípojný vůz BDtax782.
Trať je zařazena do systému Pražské integrované dopravy jako linka S40, a to v úseku Kralupy nad Vltavou – Slaný, a do systému Dopravy Ústeckého kraje (dříve RegioTakt) jako linka U40, a to v úseku Slaný – Louny.

## Stanice a zastávky

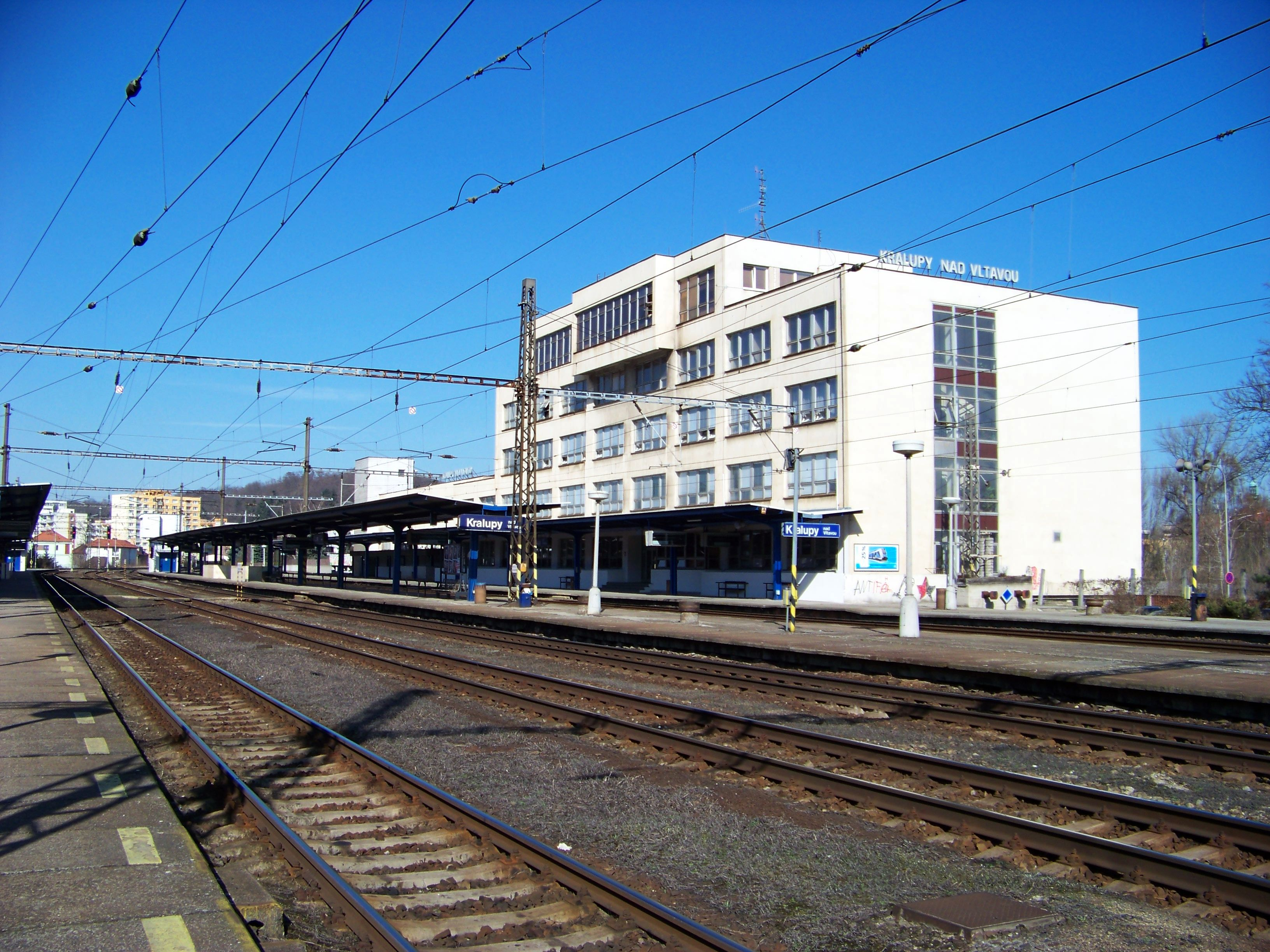
Kralupy nad Vltavou
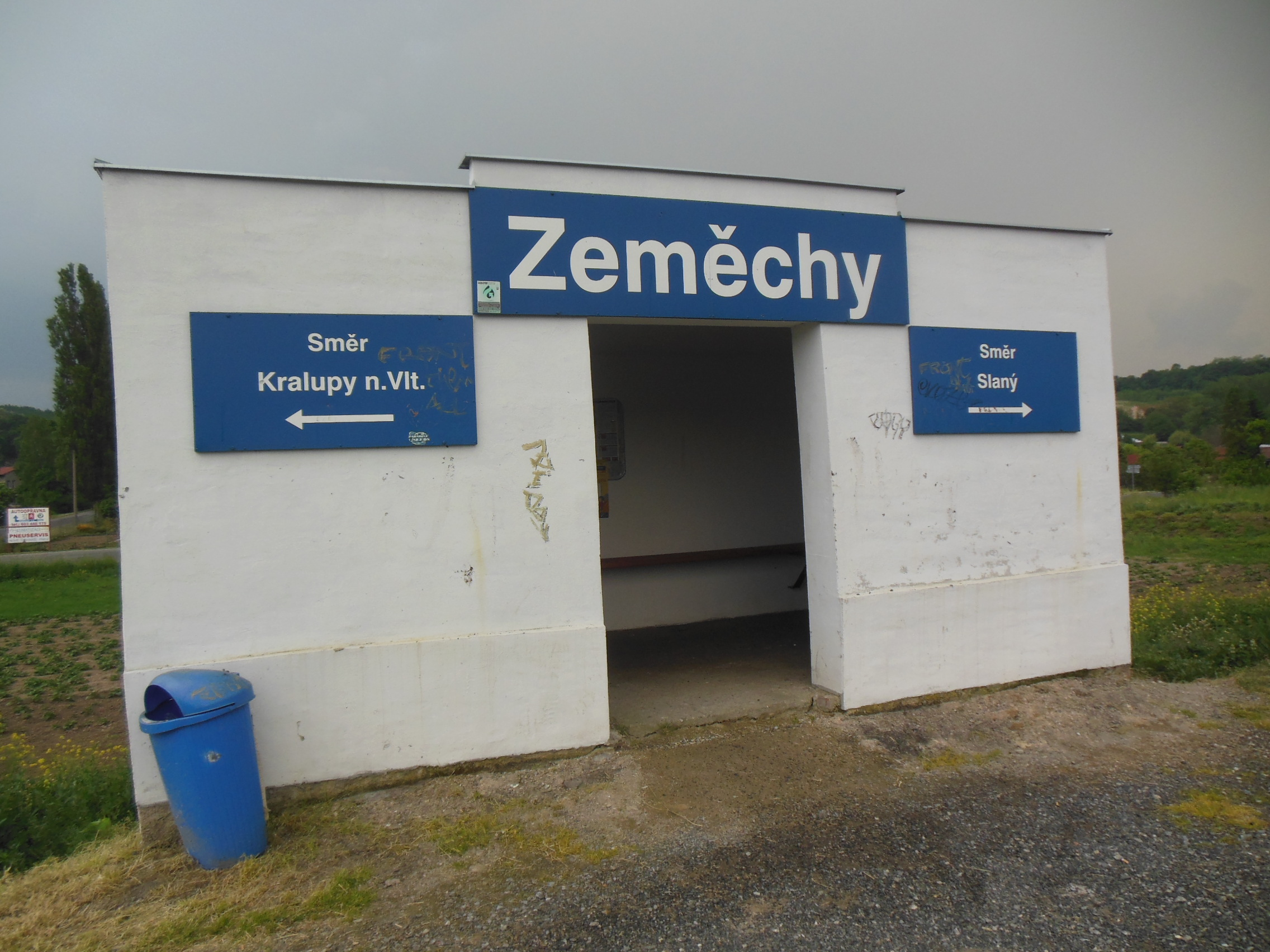
Zeměchy
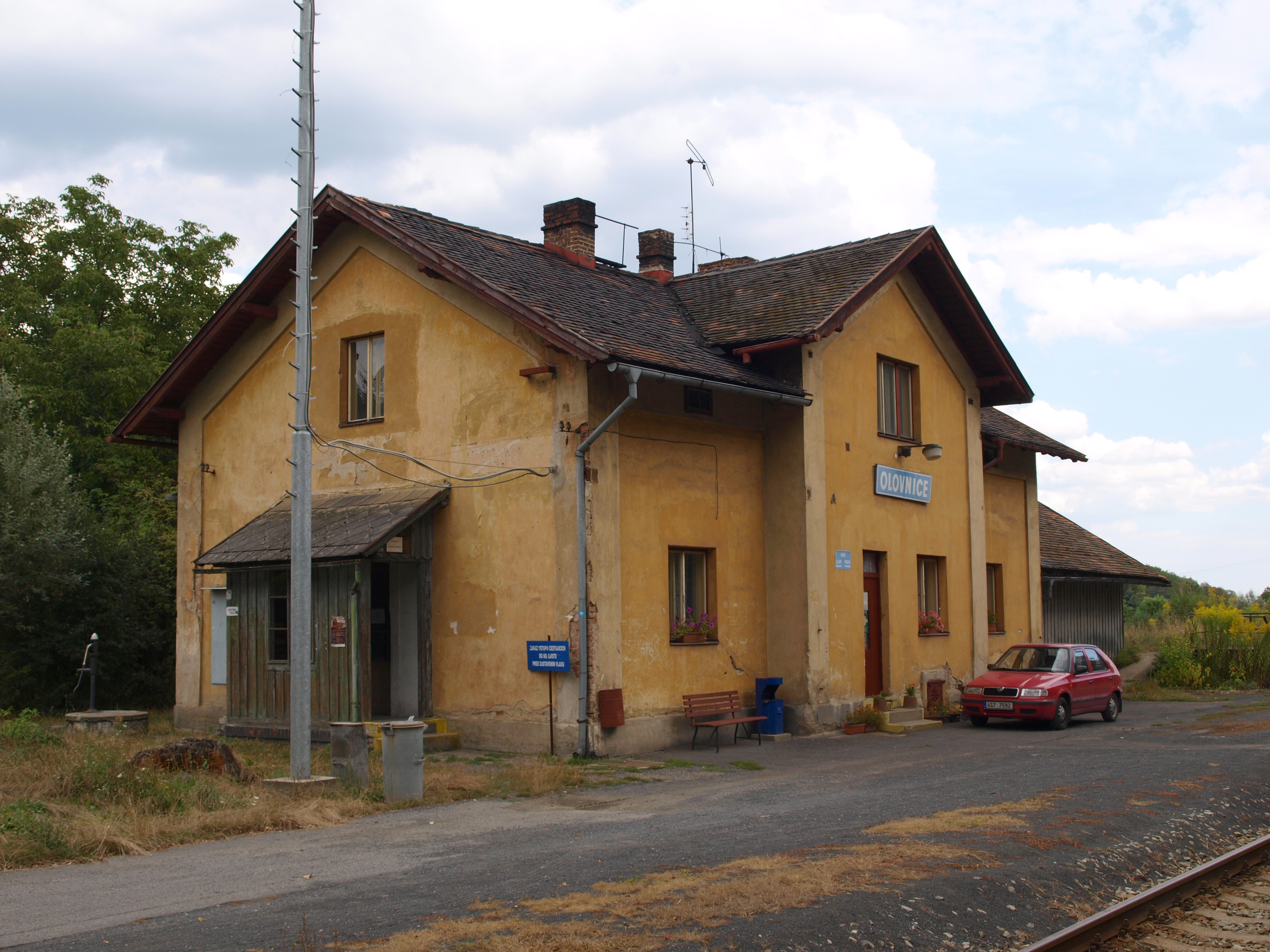
Olovnice
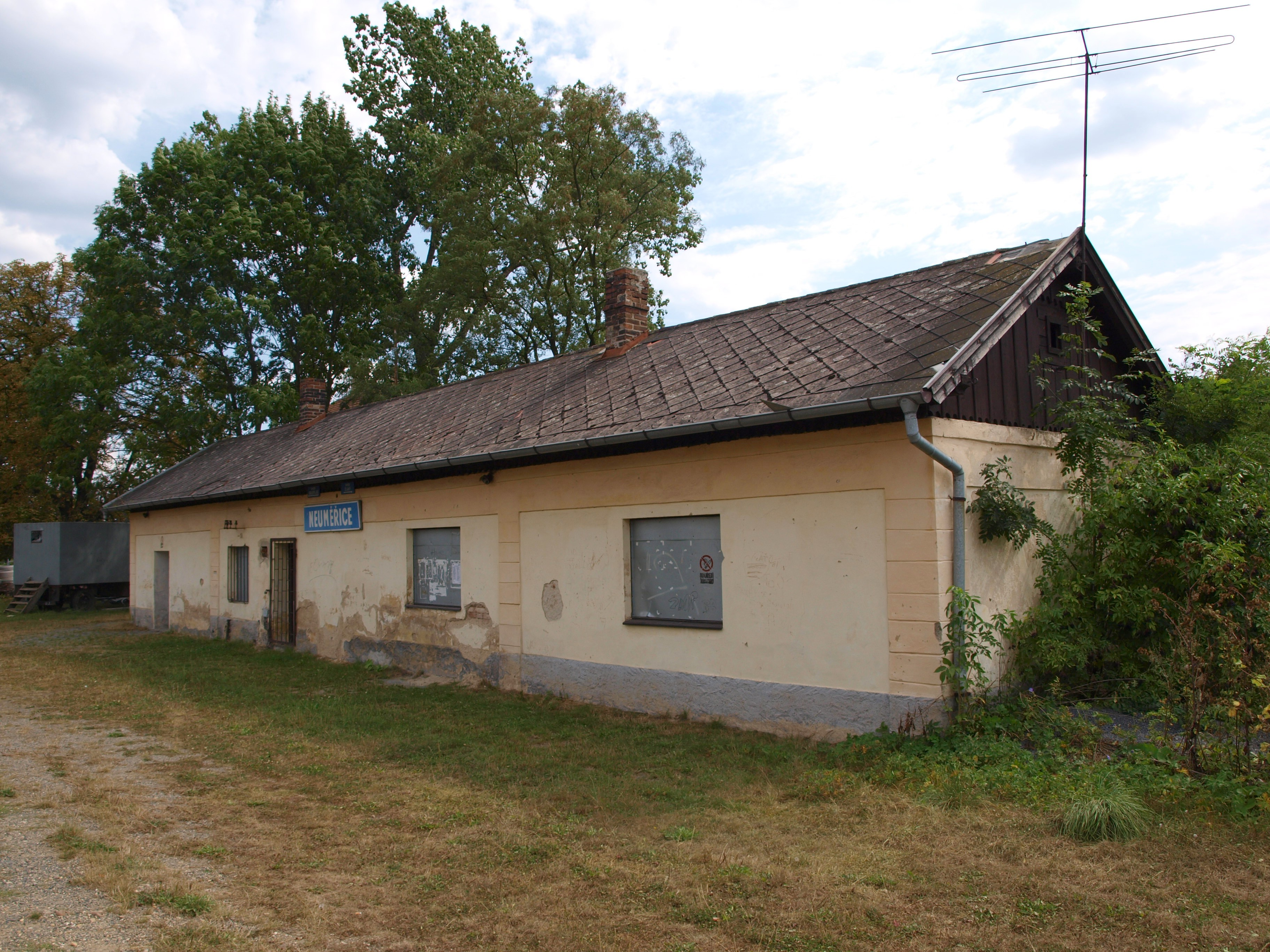
Neuměřice
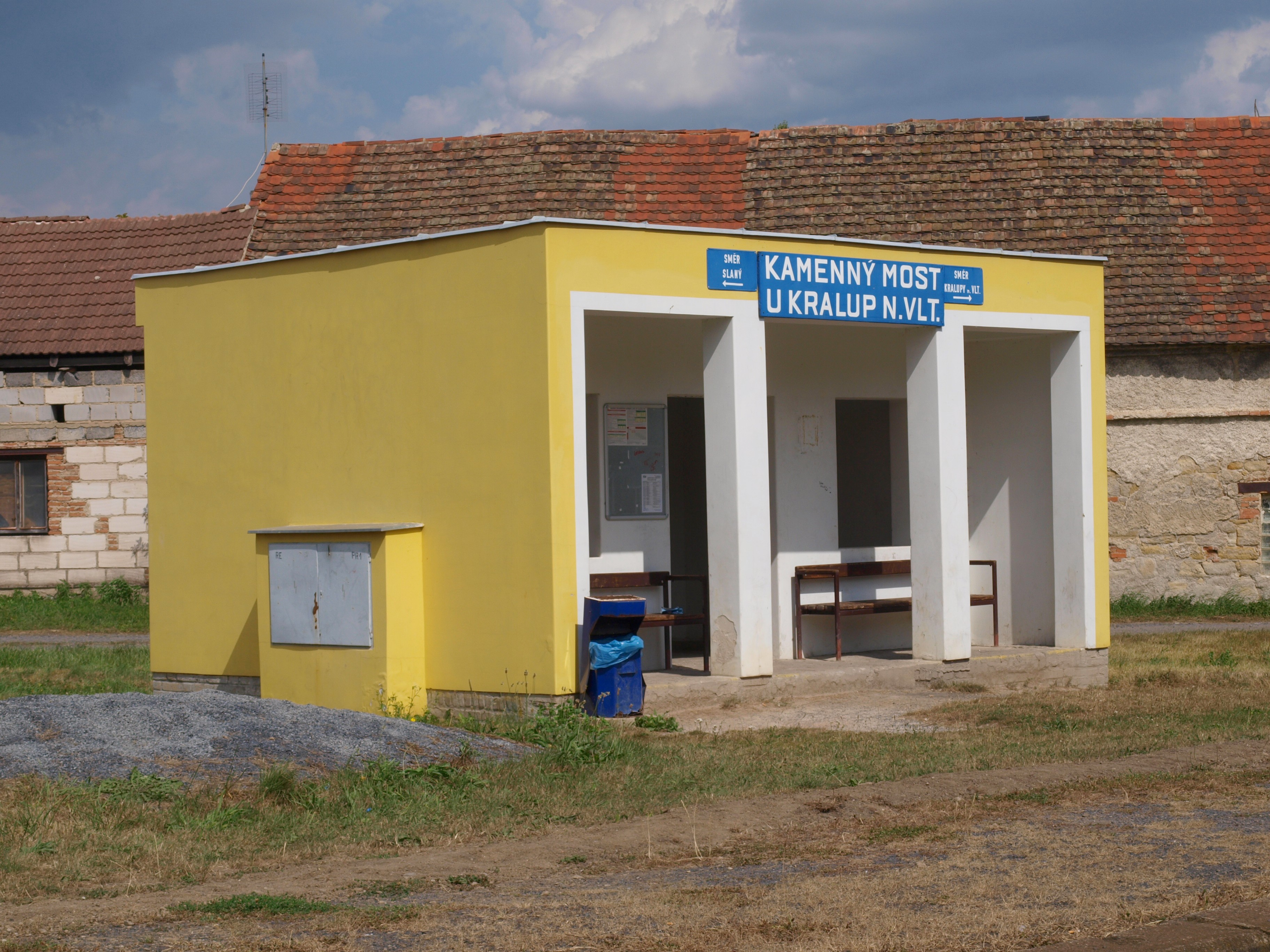
Kamenný Most u Kralup nad Vltavou
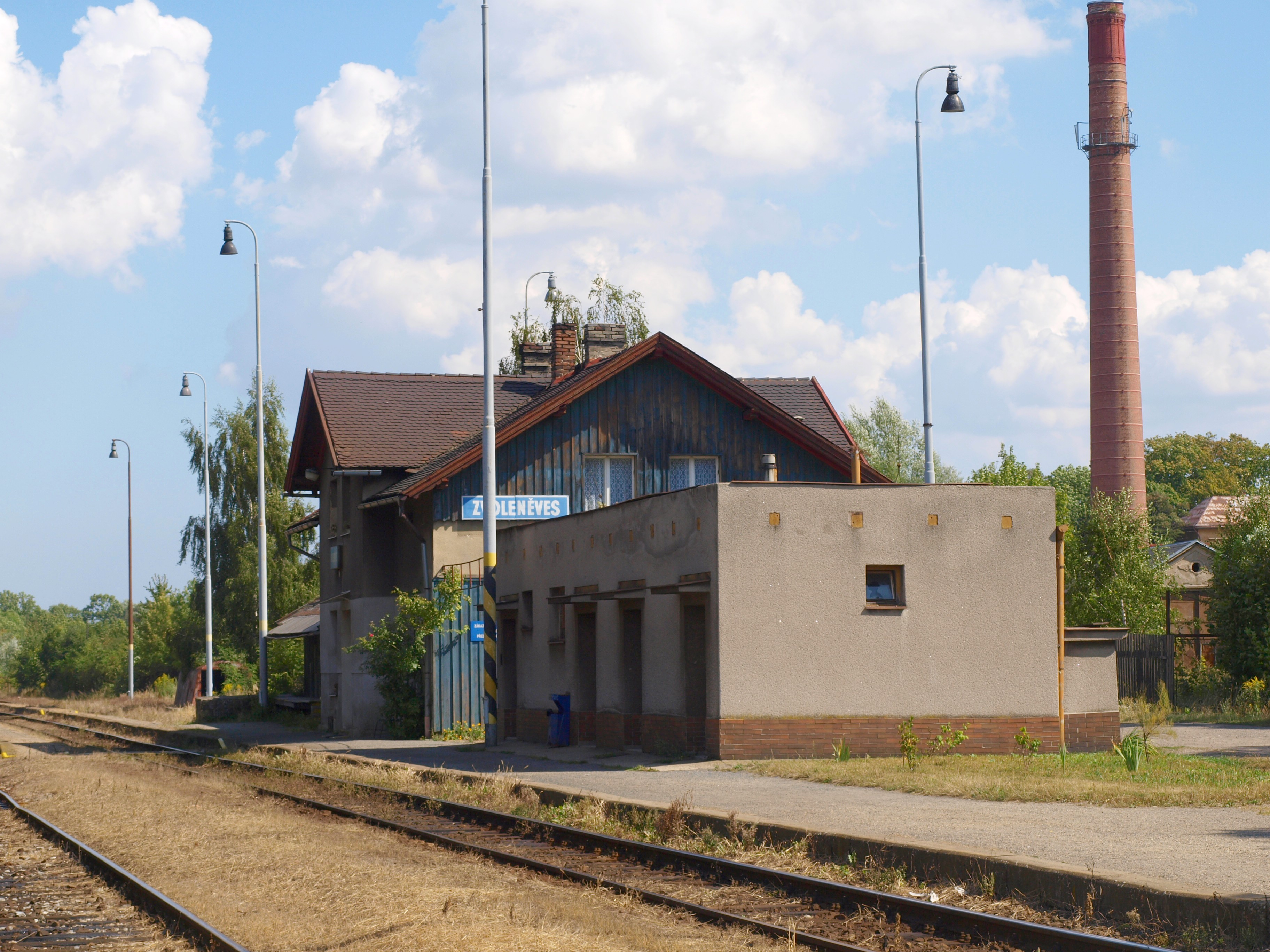
Zvoleněves
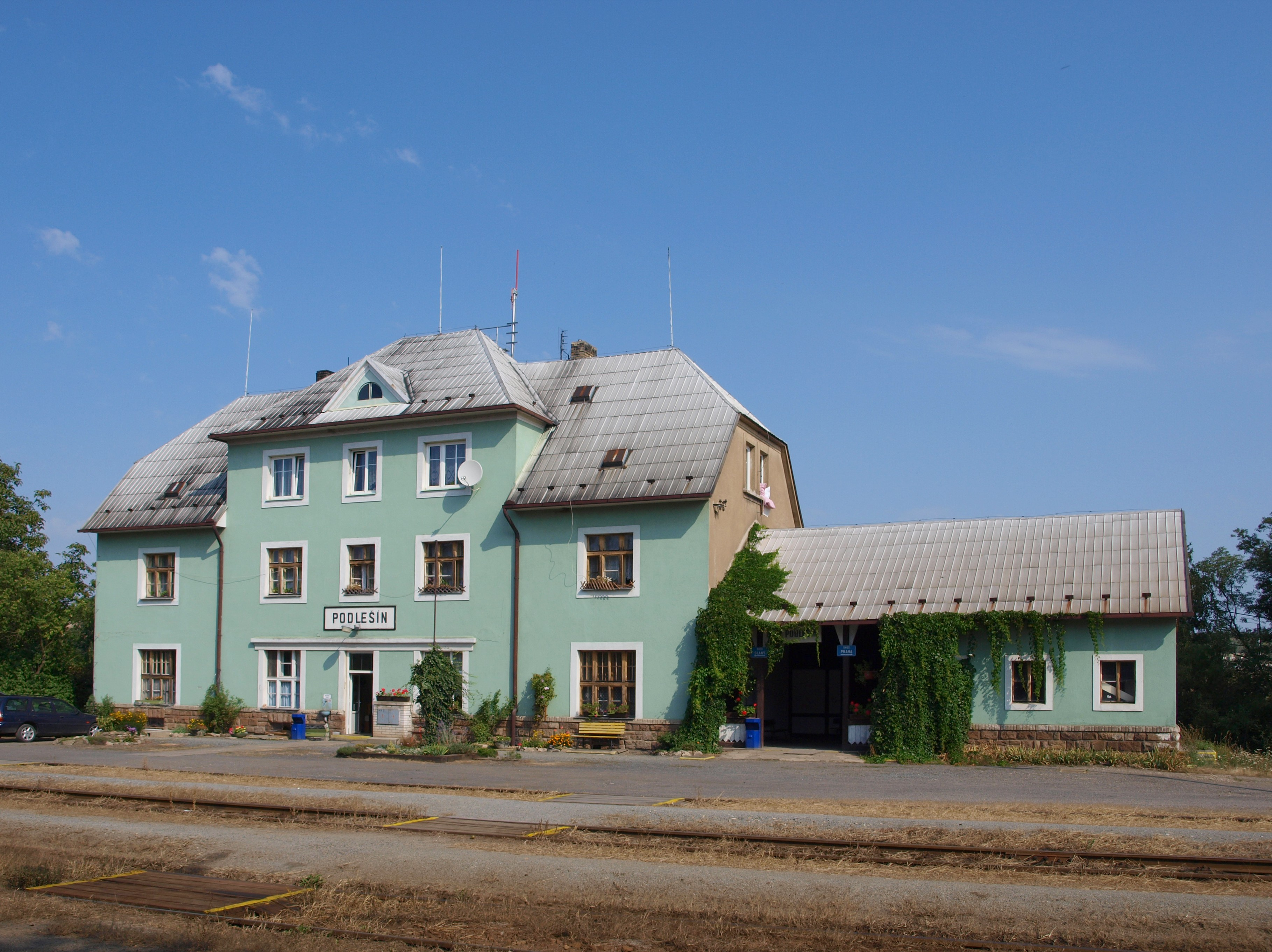
Podlešín
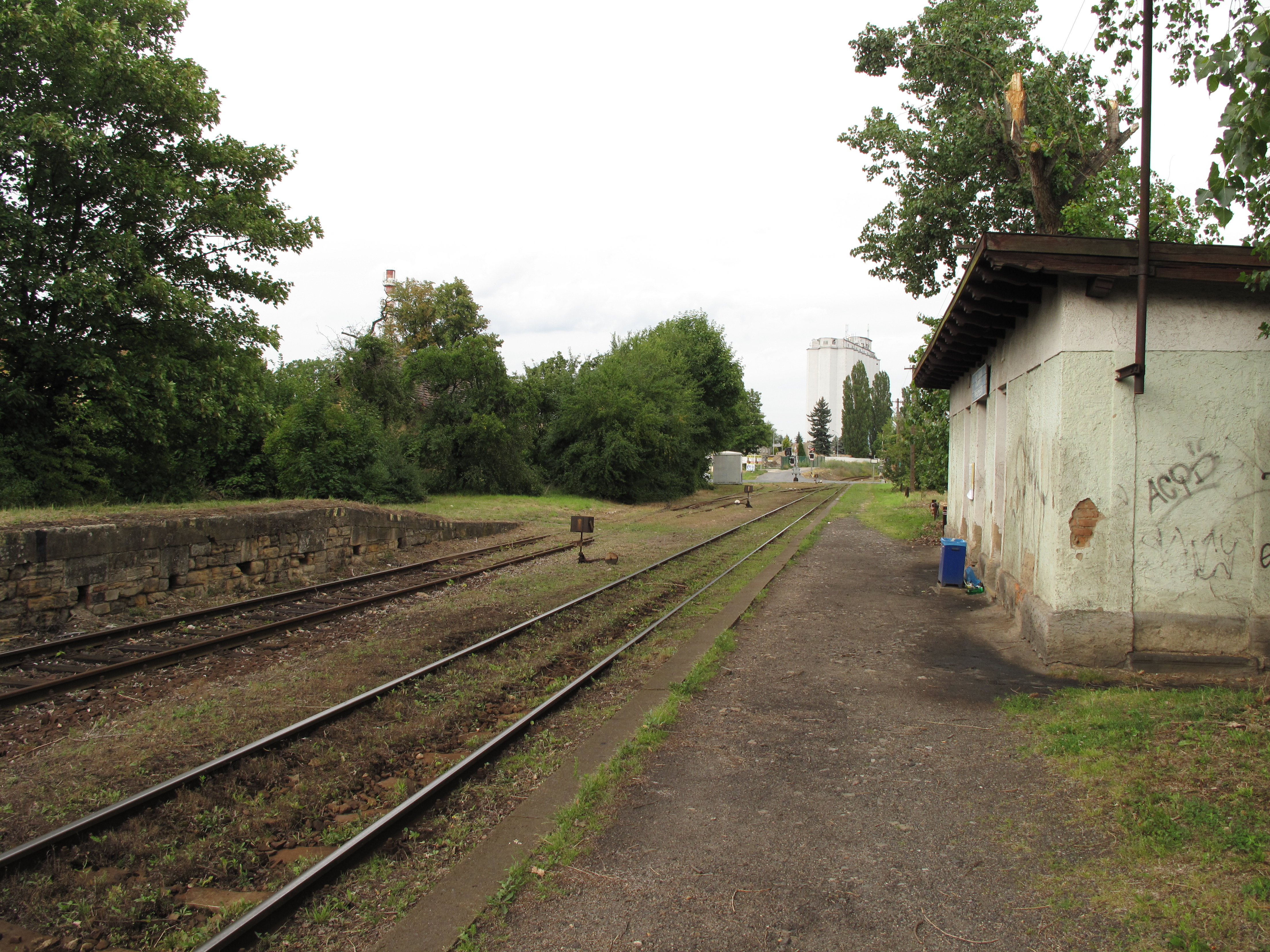
Slaný předměstí
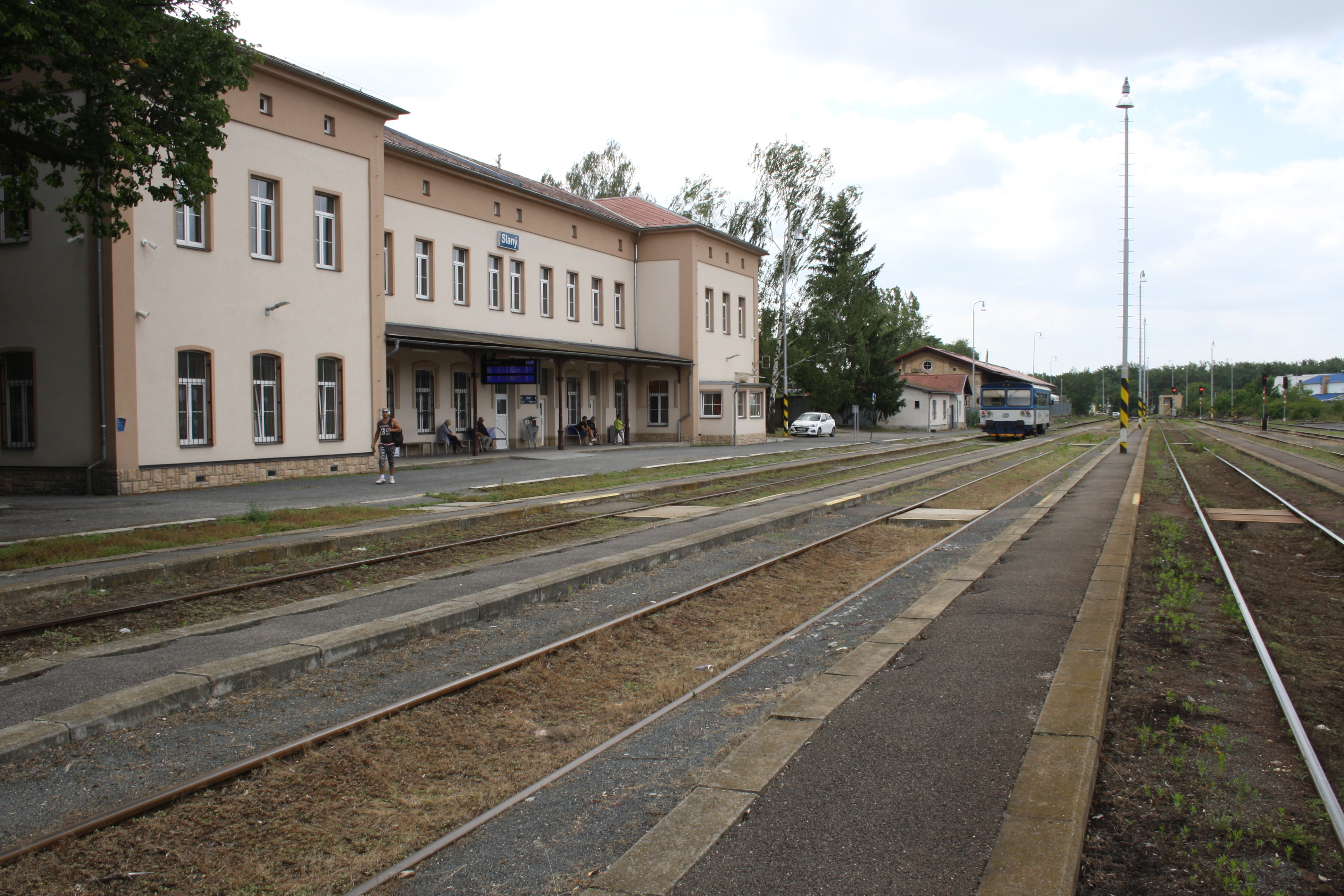
Slaný
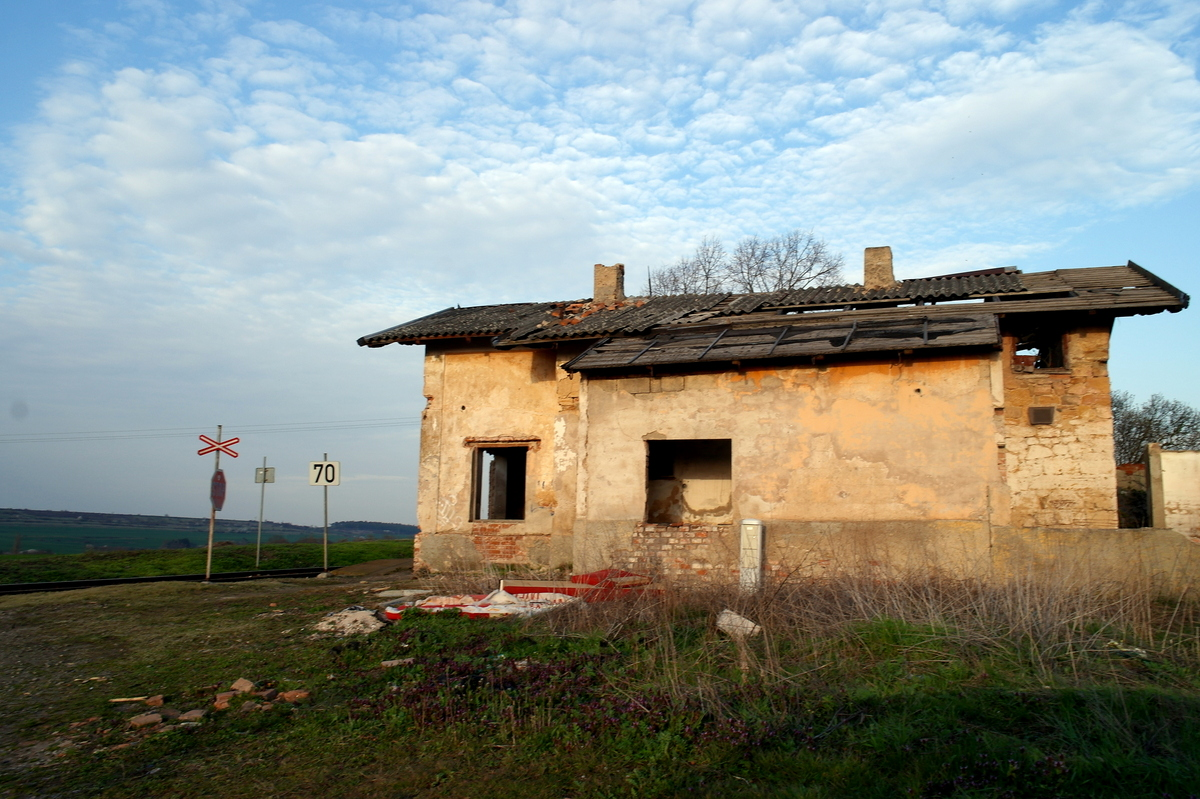
Královice u Zlonic
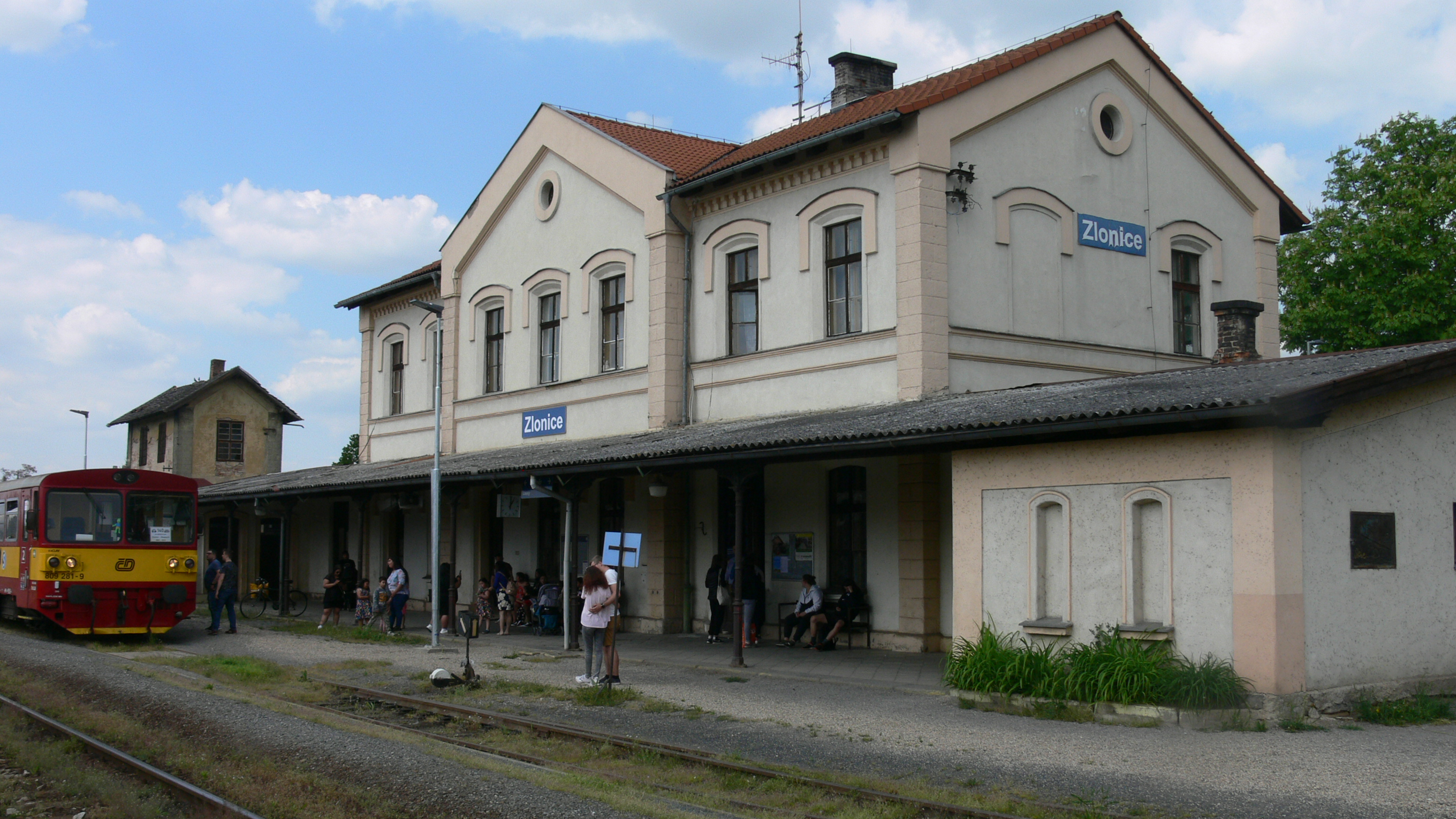
Zlonice
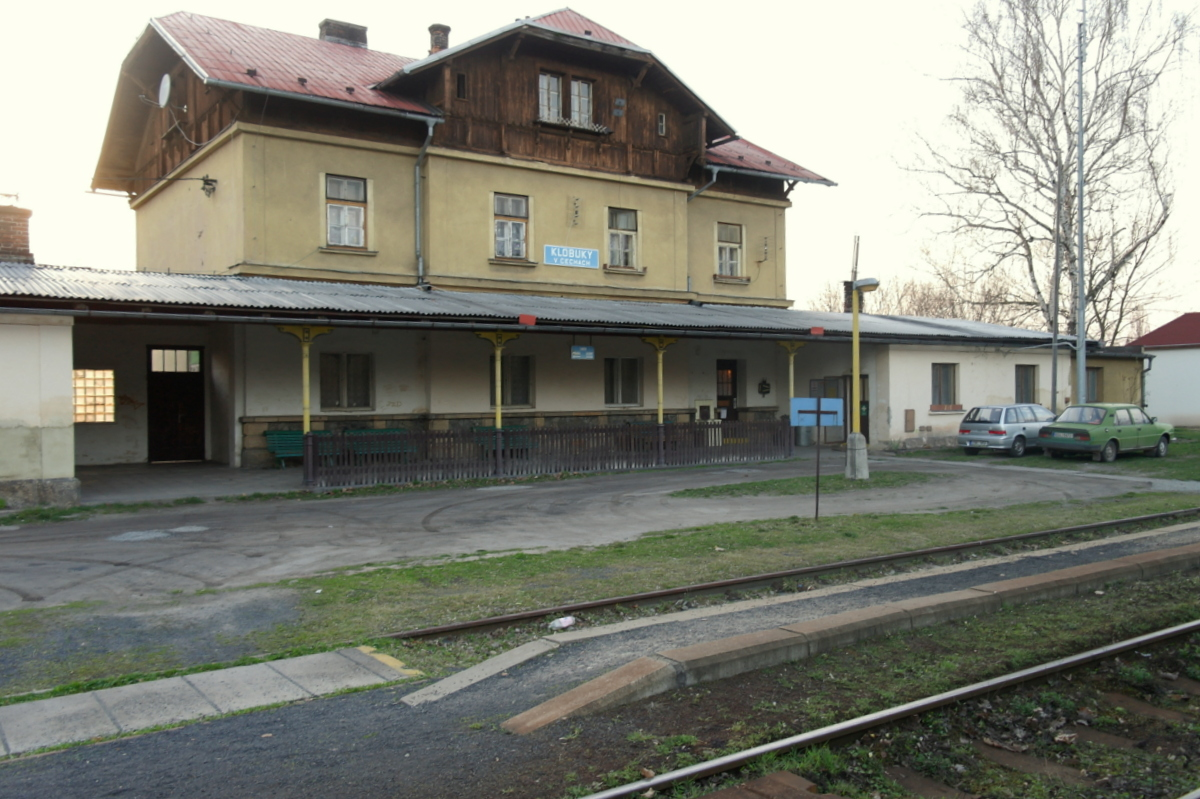
Klobuky v Čechách
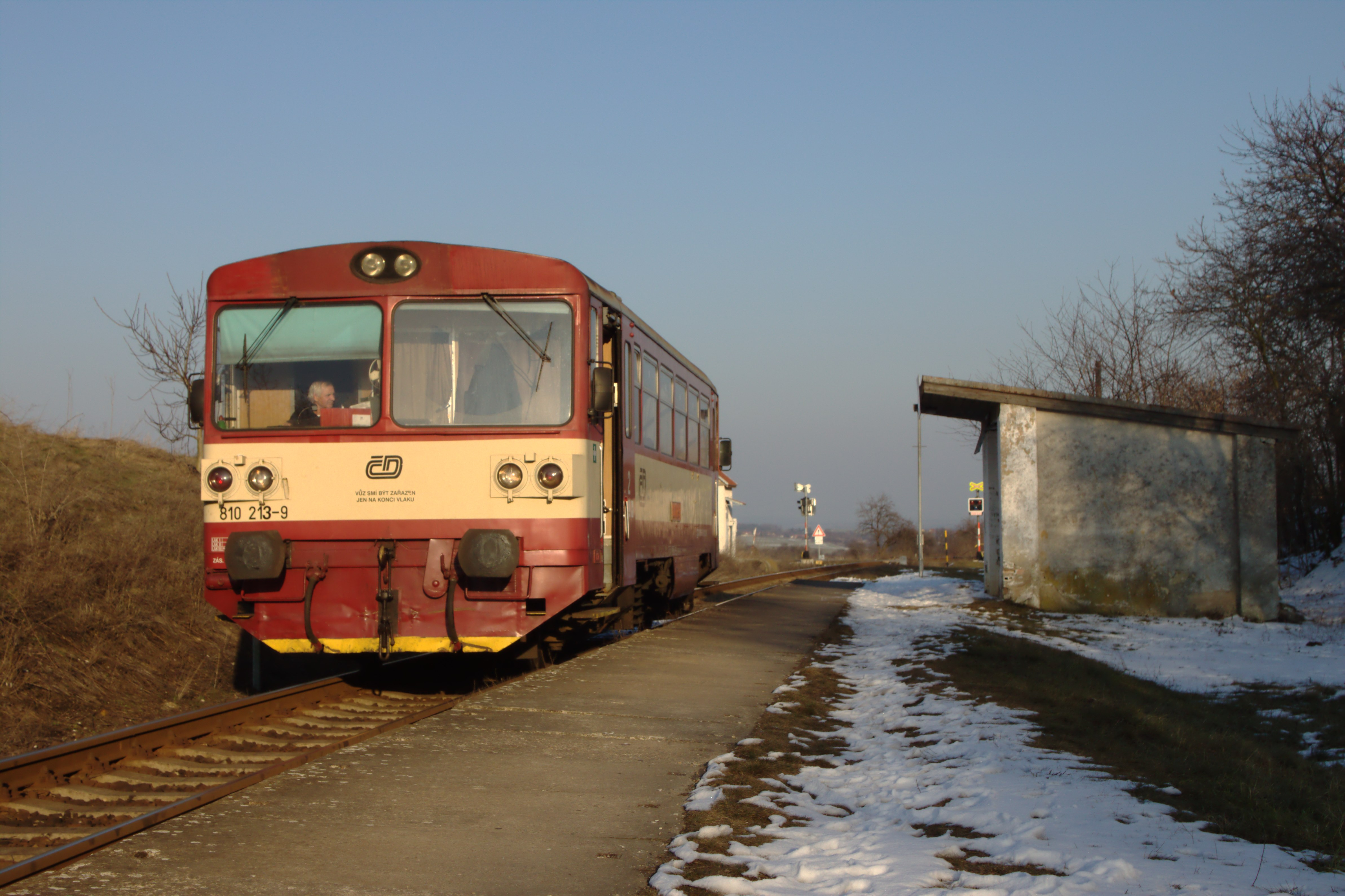
Vrbičany
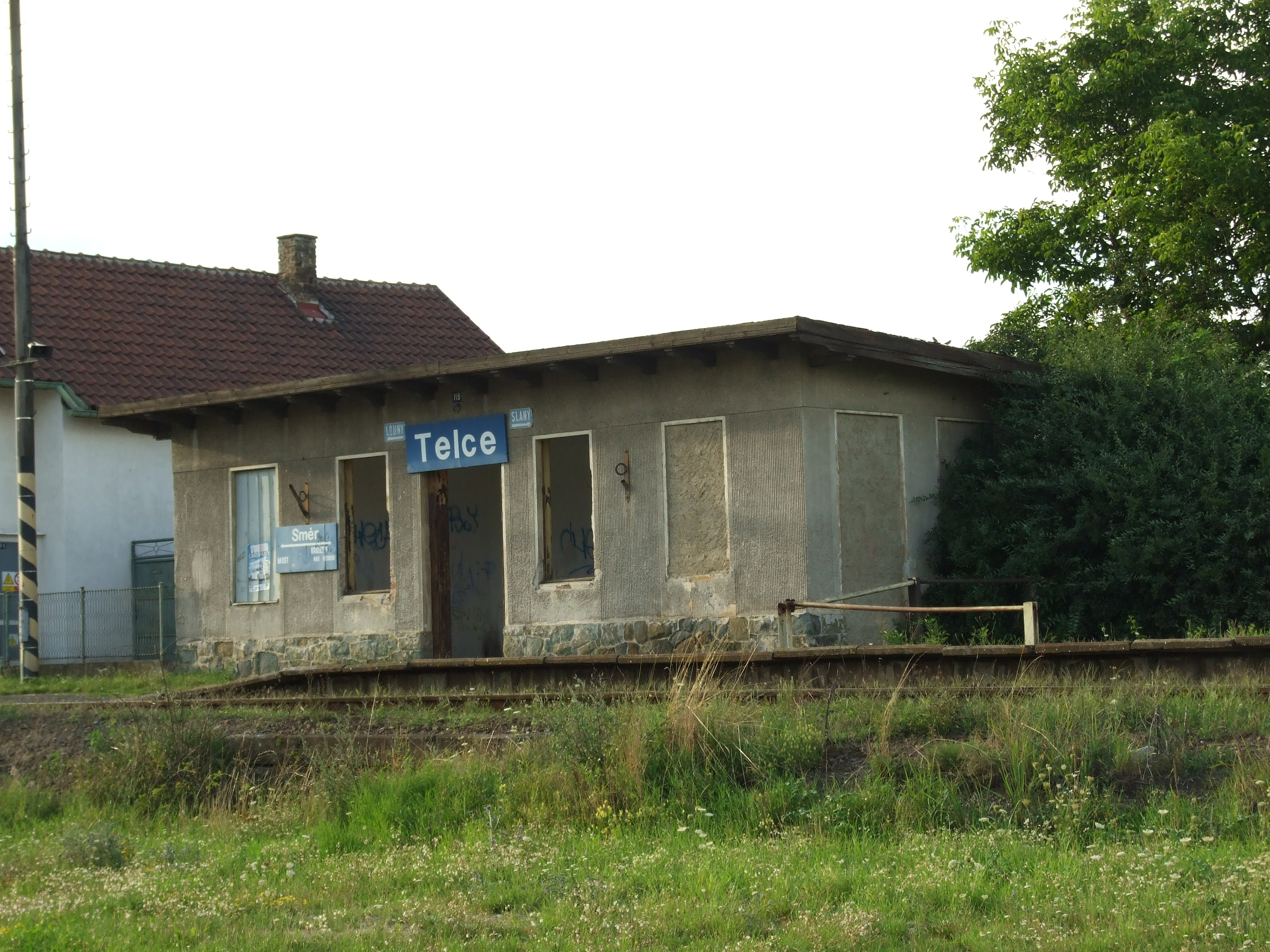
Telce
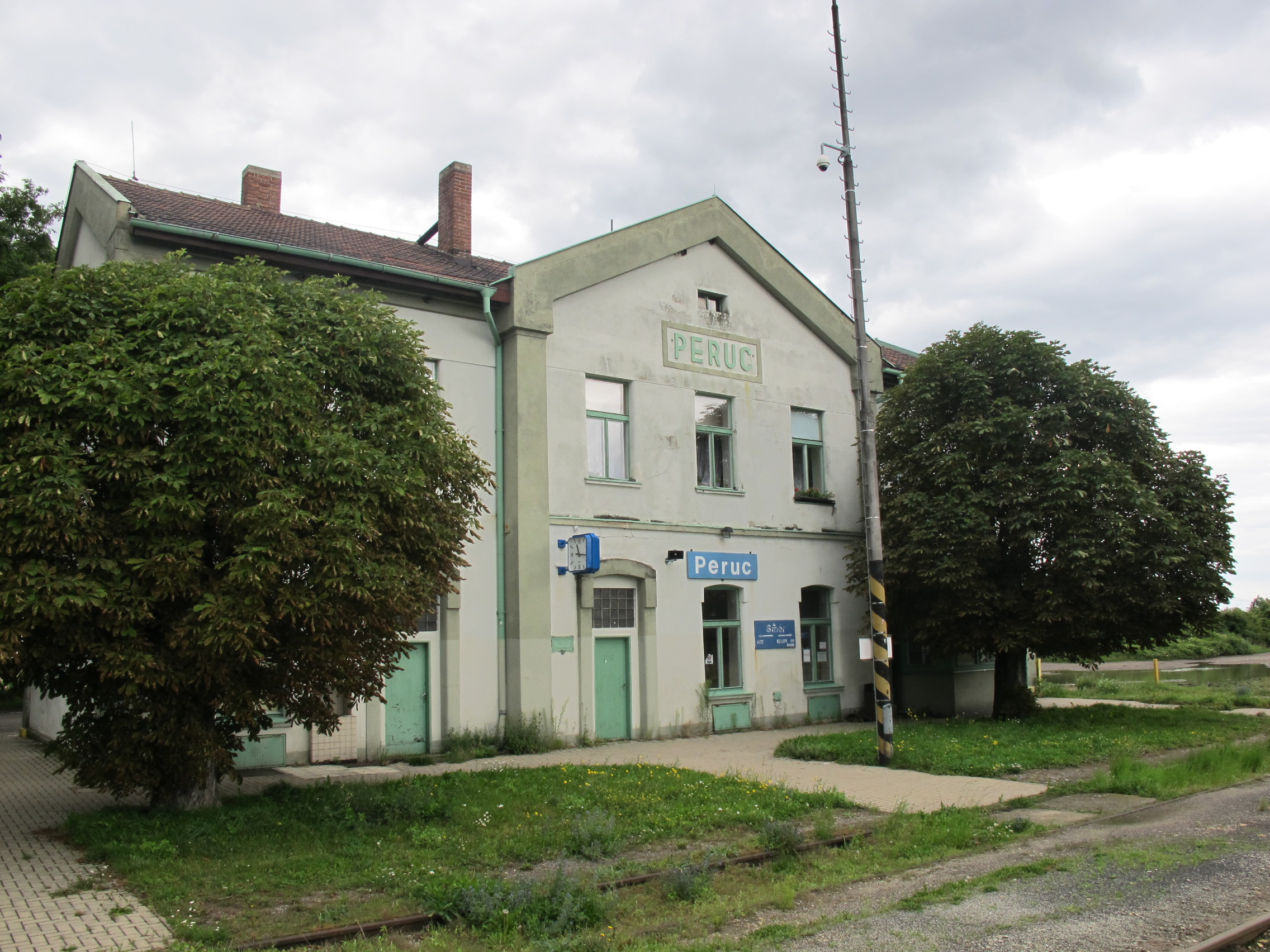
Peruc
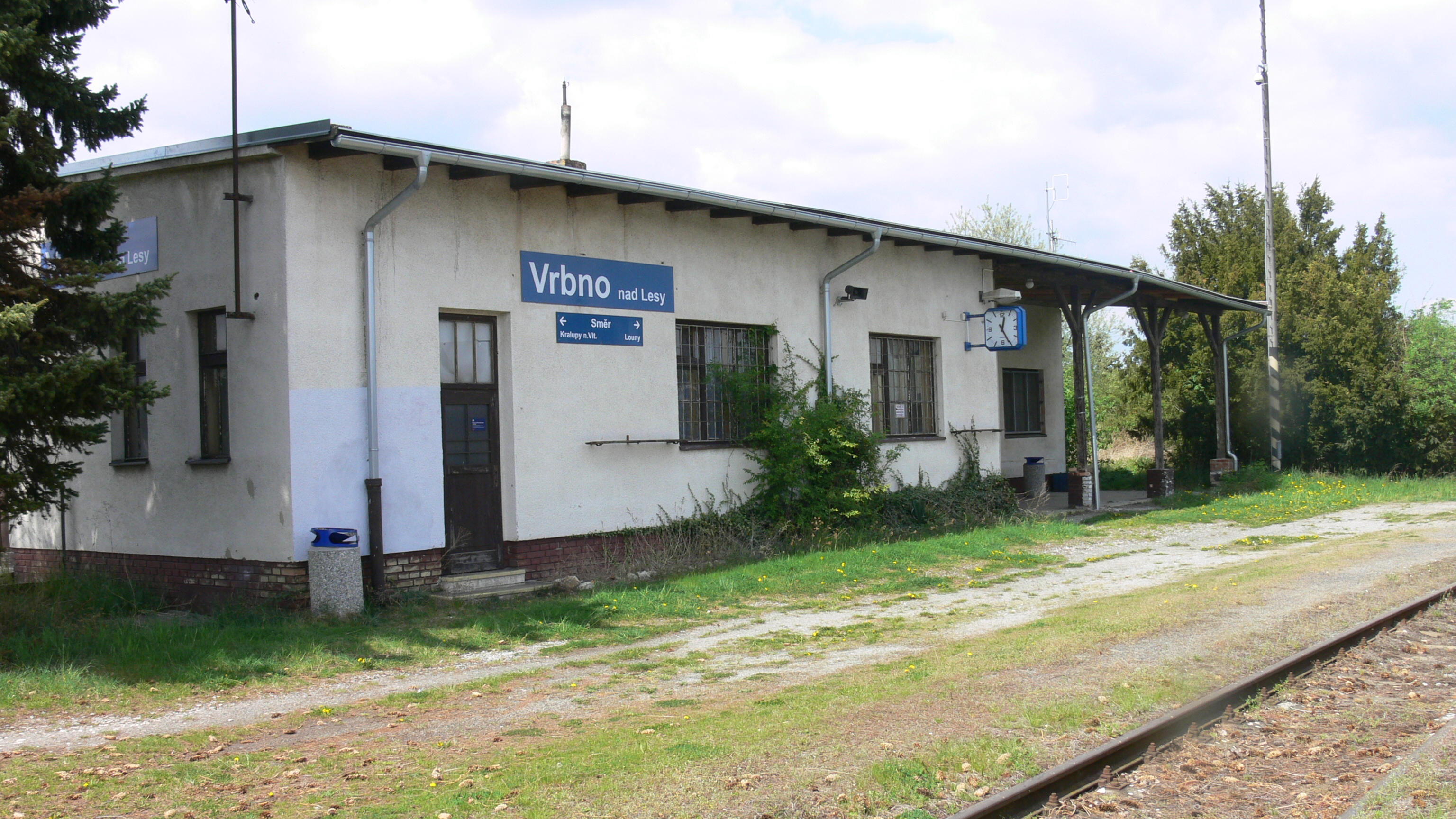
Vrbno nad Lesy
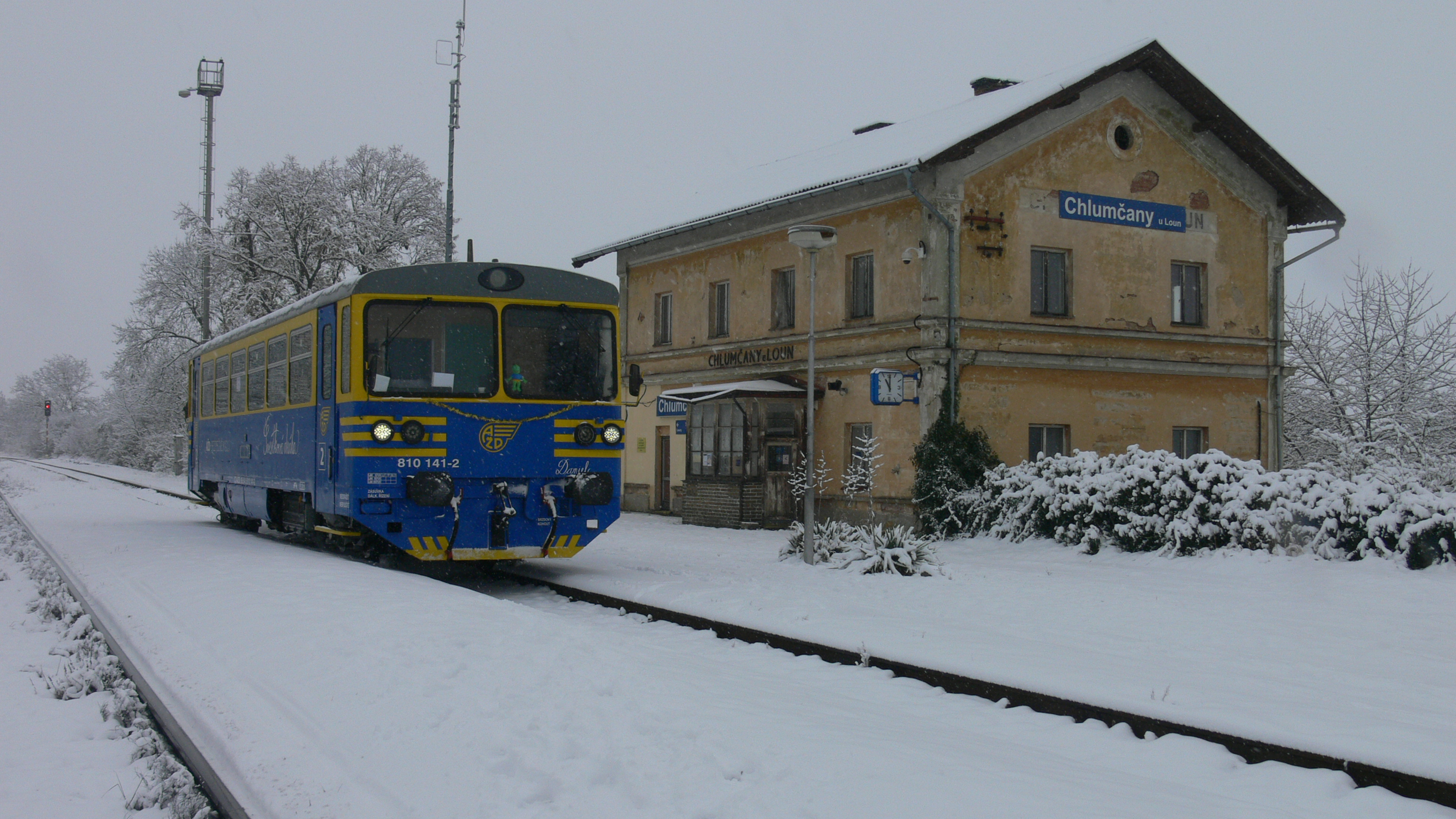
Chlumčany u Loun
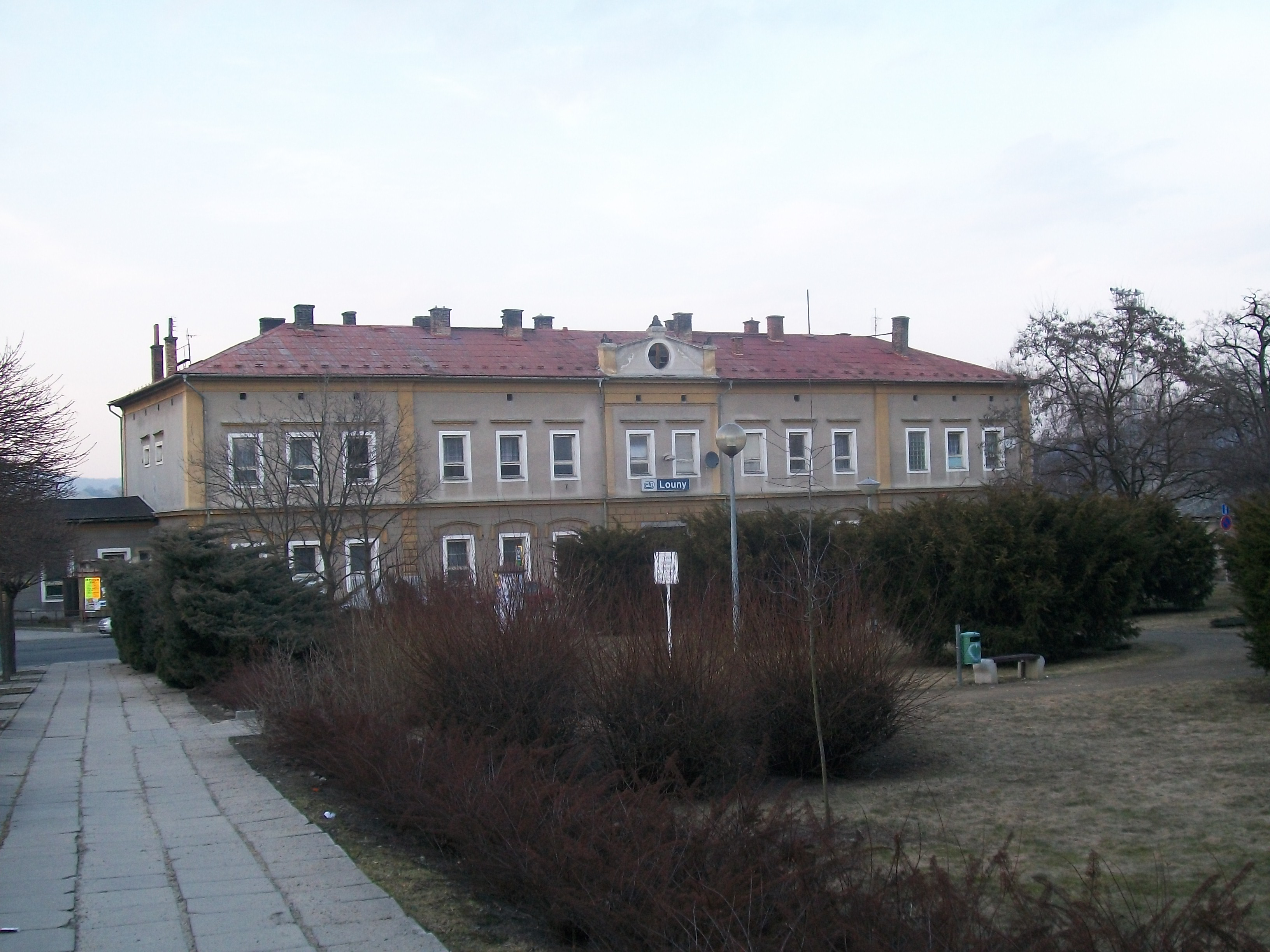
Louny